# Шомушка (присілок)
Шомушка (рос. Шомушка) — присілок у Тихвінському районі Ленінградської області Російської Федерації.
Населення становить 18 осіб. Належить до муніципального утворення Борське сільське поселення.

## Історія
Населений пункт розташований на історичній Новгородській землі, знищеній Московським царством у 15 столітті.
Згідно із законом від 1 вересня 2004 року № 52-оз належить до муніципального утворення Борське сільське поселення.

## Населення
| 1879 | 1910 | 1997 | 2002 | 2007 | 2010 |
| ---- | ---- | ---- | ---- | ---- | ---- |
| 86   | ↗97  | ↘5   | ↗14  | →14  | ↗18  |